# Pogo (danse)
Pour les articles homonymes, voir Pogo.

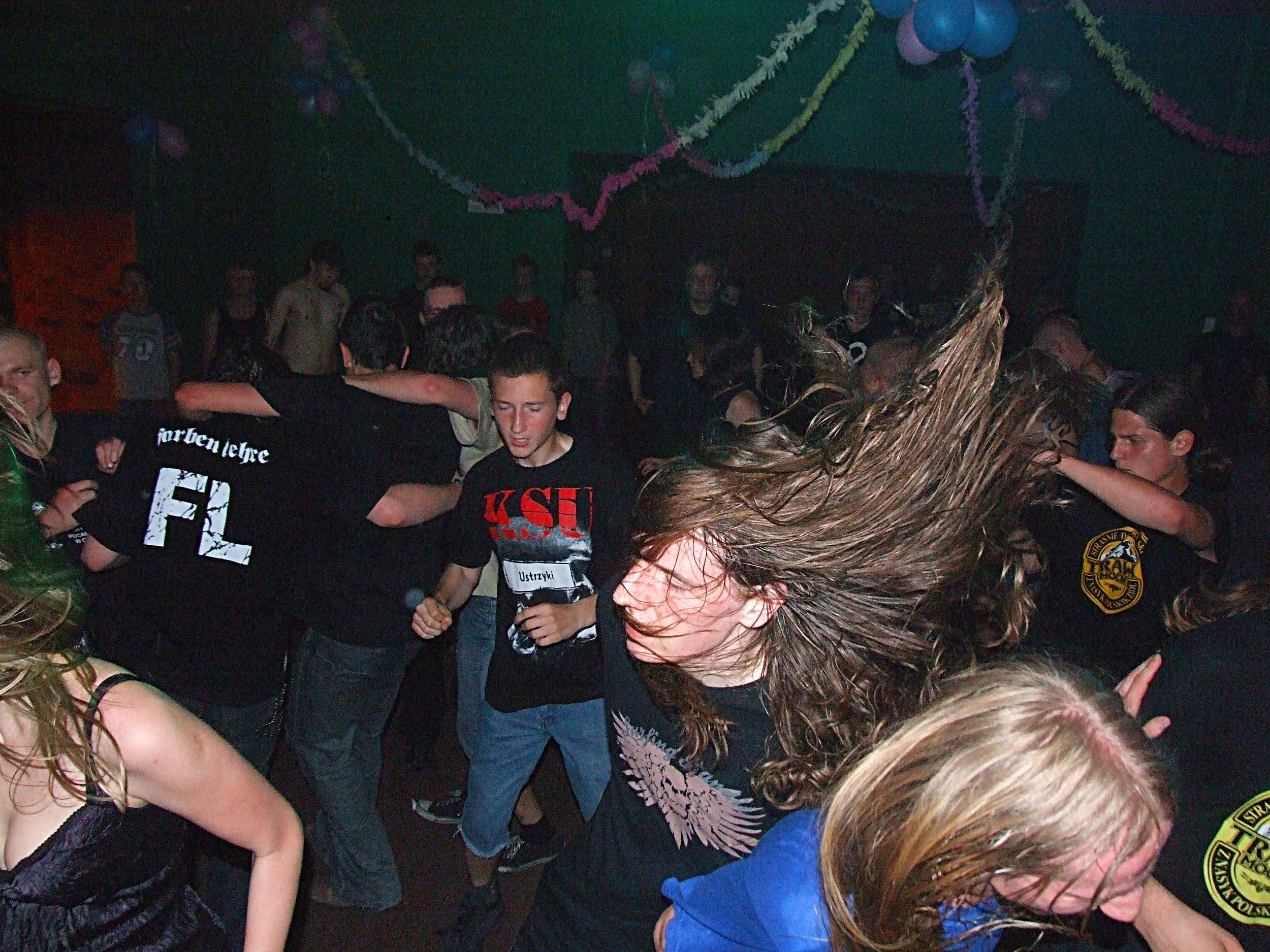
Spectateurs dansant le Pogo au cours d'un concert.

Le pogo est une danse apparue vers 1976 au cours de laquelle les danseurs sautent de façon désordonnée, de haut en bas et en se bousculant. Le pogo tire son nom de sa ressemblance à l'utilisation du pogo stick, en particulier dans la version commune de la danse, où le danseur maintient son torse raide, les bras rigides et les jambes rapprochées. Le pogo est associé au punk rock et est précurseur du mosh.
Le pogo aurait été inventé par Sid Vicious des Sex Pistols : alors qu'il ne faisait pas partie du groupe, il aurait assisté à un de ses concerts. Afin de mieux voir, il sautait de bas en haut frénétiquement : rapidement les gens se mettent à l'imiter.
L'origine du pogo remonte au milieu des années 1970, même si le terme vient, lui, du bâton sauteur inventé par les Allemands Pohlig et Gottschall à Hanovre dans les années 1920. Sid Vicious, le bassiste des fameux Sex Pistols, s'attribue l'invention de la danse pendant les premiers concerts, au cours de l'année 1976.

## Histoire
Le pogo est la danse du mouvement punk,.
Dans le documentaire L'Obscénité et la Fureur (sous-titré : La véritable histoire des Sex Pistols), le bassiste Sid Vicious, affirme qu'il a inventé le pogo, vers 1976, lors de concerts punks, à Londres. Il s'agissait d'un moyen de se moquer des gens venus voir les Sex Pistols, mais qui ne faisaient pas partie du mouvement punk. Peu à peu, les autres spectateurs se sont mis à l'imiter.
Shane MacGowan du groupe The Pogues, lui-même un adepte précoce du mouvement punk, attribue également la danse du pogo à Sid Vicious, affirmant qu'un poncho en cuir, qu'il portait lors des concerts, l'empêchait de danser autrement qu'en sautant de bas en haut. Dans son autobiographie Clothes, Clothes, Clothes. Music, Music, Music. Boys, Boys, Boys. Viv Albertine, guitariste du groupe The Slits, prétend que le pogo est inspiré par la façon dont Sid jouait au saxophone tout en sautant

## Style

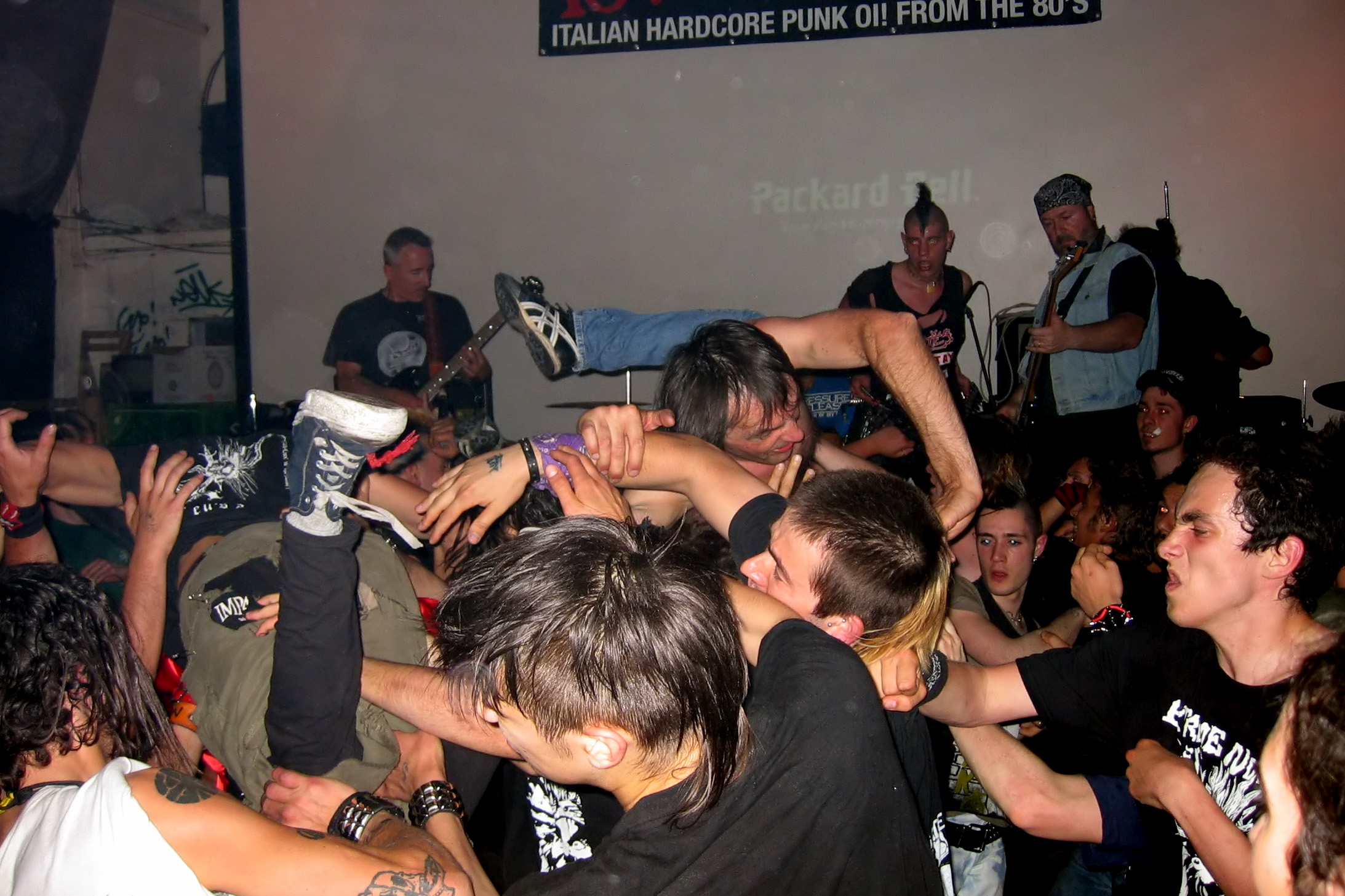
Pratique du Mosh lors d'un concert.

Les mouvements de base permettent une libre interprétation, dont certains peuvent apparaître assez violents. Les danseurs de pogo ont le choix de :
- Garder le torse rigide ou s'entrechoquer entre eux
- Tenir les bras raides sur les côtés[7] ou les agiter
- Garder les jambes jointes[7] ou donner des coups de pied aux alentours
- Sauter de  haut en bas, sauter dans tous les sens ou tourner en l'air.

Parfois, les danseurs entrent en collision, mais cela ne fait pas nécessairement partie de la danse du pogo. Un observateur non averti pourrait avoir l'impression que les danseurs s'attaquent l'un et l'autre.
Cependant bien au contraire, le pogo n'est pas une manifestation de violence, et les accidents ou les blessures se font rares. En effet, on peut observer beaucoup de solidarité entre les participants : Si l'un d'eux vient à tomber par terre à la suite d'une bousculade, il est en général immédiatement relevé par ceux qui l'entourent afin d'éviter qu'il ne se fasse piétiner. 
Par ailleurs, les comportements délibérément abusifs et/ou violents sont peu tolérés et souvent sévèrement réprimés, parfois même par le groupe se produisant sur scène. Un participant irrespectueux peut dans un premier temps se faire rappeler à l'ordre puis, s'il récidive, se voir éjecter du pogo/de l'événement de force afin qu'il n'entrave plus son bon déroulement. 
À l'image du punk hardcore, plus agressif, qui émerge au début des années 1980, la danse devient plus violente et évolue vers le mosh (ou slam dancing) :  les danseurs courent et sautent autour d'eux, en se poussant délibérément et se percutant les uns les autres.

## Variantes
Le pogo a donné naissance à différentes variantes : 
- Le slam : aussi appelé « body surfing », il consiste à sauter de la scène et se faire porter par la foule, allongé sur les mains du public.
- Le stage diving : plonger de la scène dans la foule en vue d'effectuer un slam.
- Le Wall of death (mur de la mort ou braveheart ou encore le War) : la fosse se sépare en deux, et au signal du chanteur le plus souvent, les deux parties se foncent dessus et se rencontrent violemment. Les groupes Dagoba, Disturbed, Black Bomb A, Trepalium ou encore Trivium l'organisent régulièrement lors de leurs concerts et le groupe Caliban en a organisé un immense lors de l'édition du Wacken 2006. Il en est de même pour le groupe de hip-hop Foreign Beggars, lors du dernier jour du Dour Festival 2010 : ils ont organisé deux braveheart qu'ils ont nommés « split » pour l'occasion, en référence à l'album du groupe hollandais Noisia : Split the Atom. Plus récemment, le groupe français Mass Hysteria en lance un pour sa dernière chanson lors de son concert sur la scène principale du Hellfest 2013.
- Le circle pit : tout le public tourne dans le même sens, généralement au signal de l'un des membres du groupe présent sur scène comme l'a fait à plusieurs reprises le groupe Less Than Jake durant le Warped Tour. C'est une variante de la fin des années 1980 qui se voit encore aujourd'hui dans les concerts de metal, death metal, hardcore, etc. Au Hellfest 2013, le chanteur et le guitariste de Mass Hysteria descendent dans le public et lancent un circle pit autour d'eux. Black Bomb A, autre groupe français, aime beaucoup les circle pits et les lancent souvent une première fois, avant que la foule amusée les provoque d'elle même tout au long du concert.
- Le mosh pit : proche du pogo, souvent plus violent, c'est la variante hardcore de celui-ci.

## Source
- (en) Cet article est partiellement ou en totalité issu de l’article de Wikipédia en anglais intitulé « Pogo (dance) » (voir la liste des auteurs).